# پیچ اشتباه (فیلم ۲۰۲۱)
پیچ اشتباه فیلمی در ژانر ترسناک به نویسندگی آلن ب. مک‌اِلوری و کارگردانی مایک پ. نِلسون است. چارلوت وگا، ادین بردلی، اما دومان، بیل سیج، دیزی هد و متیو موداین از بازیگران این فیلم هستند. این فیلم به عنوان نسخهٔ بازراه‌اندازی مجموعه فیلم‌های پیچ اشتباه به‌شمار می‌رود. فیلمبرداری اصلی این فیلم در تاریخ ۹ سپتامبر ۲۰۱۹ آغاز شد، و توسط صبان فیلمز در ۲۶ ژانویه ۲۰۲۱ تنها برای یک روز به نمایش در آمد.